# Gambusia vittata
Gambusia vittata är en fiskart som beskrevs av Hubbs 1926. Gambusia vittata ingår i släktet Gambusia och familjen Poeciliidae. IUCN kategoriserar arten globalt som livskraftig. Inga underarter finns listade i Catalogue of Life.